# McAlester
McAlester é uma cidade localizada no estado norte-americano de Oklahoma, no Condado de Pittsburg.

## Demografia
Segundo o censo norte-americano de 2000, a sua população era de 17.783 habitantes.
Em 2006, foi estimada uma população de 18.333, um aumento de 550 (3.1%).

## Geografia
De acordo com o United States Census Bureau tem uma área de
41,0 km², dos quais 40,6 km² cobertos por terra e 0,4 km² cobertos por água. McAlester localiza-se a aproximadamente 224 m acima do nível do mar.

## Localidades na vizinhança
O diagrama seguinte representa as localidades num raio de 24 km ao redor de McAlester.